# Háromszéki Péter
Háromszéki Péter (Marosvásárhely, 1942. március 29. – Veszprém, 2016. május 20.) magyar színész, a Veszprémi Petőfi Színház örökös tagja.

## Életpályája
Marosvásárhelyen született, 1942. március 29-én. Békéscsabán, a Rózsa Ferenc Gimnáziumban érettségizett 1960-ban. Színészi pályáját a Békés Megyei Jókai Színházban kezdte 1963-ban. 1973-tól a debreceni Csokonai Színházhoz szerződött. 1975-től a Veszprémi Petőfi Színház társulatának színművésze volt. 2016-ban, halála után a színház örökös tagjai közé választották.

## Fontosabb színpadi szerepei
- William Shakespeare: II. Richárd... Exton
- William Shakespeare: V. Henrik... Bates
- William Shakespeare: Macbeth... Seyton
- William Shakespeare: Othello... Második ciprusi nemes
- Carlo Goldoni: A hazug... Brighella
- Carlo Goldoni: A kávéház... Rendőrparancsnok
- Anton Pavlovics Csehov: Sirály... Szorin
- Alekszandr Nyikolajevics Osztrovszkij: Vihar... Lakáj
- Arthur Miller: Pillantás a hídról... Rodolpho; Mike
- Samuel Beckett: Godot–ra várva... Lucky
- Friedrich Dürrenmatt: A fizikusok... Uwe Sievers, főápoló
- Bertolt Brecht – Kurt Weill: Koldusopera... Tojás Ede; Rendőr
- George Bernard Shaw: Szent Johanna... Kékszakáll
- Friedrich Schiller: Stuart Mária...  Testőrtiszt
- Lope de Vega: A kertész kutyája... Furio, komédiás
- Alan Alexander Milne – Karinthy Frigyes: Micimackó... Füles
- Antoine de Saint-Exupéry: A kis herceg... Földrajztudós
- Fjodor Mihajlovics Dosztojevszkij - Dan Micu - Horia Lovinescu: Karamazovok... Rendőrfőnök
- Max Frisch: Biedermann és a gyújtogatók... Tűzoltó
- Gerhart Hauptmann: A bunda... Wulkow
- Ken Kesey – Dale Wassermann: Kakukkfészek... Ruckly
- Emanuel Robles: A király nevében... Morales, spanyol tiszt
- Alekszej Nyikolajevics Arbuzov: A tizenkettedik óra... Vendég
- Aurel Baranga: Barátom a miniszter... Turculet, titkár
- Victor Hugo: Marion De Lorme... Belső titkos tanácsnok
- Choderlos De Laclos: Veszedelmes viszonyok... Armand, Pap
- Szophoklész: Oidipusz király... Teiresziasz
- Csokonai Vitéz Mihály: A méla Tempefői, azaz: Az is bolond, aki poétává lesz Magyarországon... Koppoházy, gavallér
- Vörösmarty Mihály: Csongor és Tünde... Berreh
- Jókai Mór: Az aranyember... Ali Csorbadzsi
- Mikszáth Kálmán – Benedek András – Karinthy Ferenc: A Noszty fiú esete Tóth Marival... Kozsehuba, vendéglős
- Móricz Zsigmond – Kocsák Tibor – Miklós Tibor: Légy jó mindhalálig... Doroghy
- Illyés Gyula: Dupla vagy semmi azaz két életet vagy egyet se... Zsoldos
- Németh László: Mathiász panzió... Író
- Németh László: Galilei... Pasqualigo bíboros
- Darvas József: Hunyadi... Huszita pap
- Kós Károly: István király – Az országépítő... Német lovag
- Rátonyi Róbert: Békebeli komédiák... Nagy Endre
- Szabó Magda: Kiálts, város!... Rudolf magyar király
- Molnár Ferenc: Játék a kastélyban... János
- Molnár Ferenc: Ibolya... Színházi szolga
- Urbán Gyula: Minden egér szereti a sajtot... Zakariás
- Köves József: Nyakigláb, Csupaháj, Málészáj... Kocsmáros
- Sultz Sándor – Szalay Krisztina: Csipkerózsikaland... Próbálkozó herceg
- Lázár Ervin: A hétfejű tündér... Bruckner Szigfrid
- Rudyard Kipling – Dés László – Geszti Péter: A dzsungel könyve... Sir Kán
- Giulio Scarnacci – Renzo Tarabusi: Kaviár és lencse... Nagyapó, rokkant öreg
- Ábrahám Pál: Viktória... Angol hadnagy
- Sólem Aléchem – Joseph Stein – Jerry Bock: Hegedűs a háztetőn... Csendbiztos

## Filmek, tv
- Hátország (1977)
- Özvegy és leánya (sorozat)

- Fejedelmi vadászat című rész (1983)
- Leányrablás című rész (1983)
- Az imposztor (színházi előadás tv-felvétele)
- Nyári film (1993)